# Befehl zur Ehe
Befehl zur Ehe ist eine österreichische Stummfilmkomödie aus dem Jahre 1928 von Max Neufeld mit Albert Paulig, Dina Gralla, Wera Engels und Werner Fuetterer in den Hauptrollen.

## Handlung
Graf Hobelsburg, ein Mann in den „besten Jahren“, hat eine schlechte Erfahrung mit seiner Frau gemacht, die mit einem Kunstreiter durchbrannte, und will nun nichts mehr vom weiblichen Geschlecht wissen. Daher igelt er sich in seinem Schloss regelrecht ein, umgibt sich nur mit männlichem Personal und lässt auch nur noch männliche Gäste zu sich. Eines Tages bleibt ihm gar nichts anderes übrig, als von seiner selbst auferlegten Isolation Abstand zu nehmen, denn eine junge Frau muss gleich nebenan wegen Motorschadens mit ihrem Flieger notlanden. Mit an ihrer Seite: ihre Zofe und beste Freundin Hella sowie der Pilot, der vorübergehend bewusstlos wurde. Die junge Dame, eine Komtesse von Riemerscheid, ist der Inbegriff einer positiven und lebensbejahenden, lebhaften Frau, die, erst einmal in Graf Hobelsburgs abgeschottetes Reich eingedrungen, den finsteren Laden gründlich umkrempelt und Sonne und frische Luft in den alten Kasten hereinlässt.
Und tatsächlich steckt ein Masterplan dahinter, mit dem die junge Gräfin den alten Griesgram allmählich zum Schmelzen bringt und sogar über das Heiraten nachdenken lässt. Aus diesem Grunde ist der Alte überhaupt nicht darüber erbaut, dass sein fescher Neffe Hans plötzlich auftaucht und ihm die muntere Komtesse abspenstig zu machen droht. Die Enttäuschung ist zunächst riesengroß, als Graf Hobelsburg erfährt, dass Hans längst mit der jungen Dame verheiratet ist. Beide hatten sich diese Charade ausgedacht, um den Alten zurück ins Leben zu holen. Graf Hobelsburg verzeiht den Zweien gern, denn schließlich hat die Gattin seines Neffen, dem Hobelsburg sogar kurzzeitig mit Enterbung gedroht hatte, endlich wieder Fröhlichkeit und Glück in sein bislang tristes Einzelgängerleben gebracht.

## Produktionsnotizen
Befehl zur Ehe entstand von Anfang Juni bis Anfang Juli 1928 im Wiener Schönbrunn-Atelier und mit Außenaufnahmen in Laxenburg und wurde am 13. Oktober desselben Jahres im Rahmen einer Pressevorführung in Wien uraufgeführt. Massenstart war am 23. November 1928. Die Länge des Sechsakters betrug 2560 Meter.
Hans Ledersteger entwarf die (den Interieurs der Schlösser von Laxenburg nachempfundenen) Filmbauten.

## Kritiken
Die Österreichische Film-Zeitung befand: „Das amüsante Sujet wurde von Max Neufeld bildmäßig ganz reizend ausgestattet und mit Feinheiten versehen, die im Ganzen wie im Detail die Routine, den Geschmack und den unfehlbaren Blick für das Bildwirksame dieses Regisseurs im hellsten Lichte erstrahlen lassen“.
Das Kleine Blatt sah die Produktion durchaus kritischer. Hier war zu lesen: „Ein „Lustspiel“, das aber alles, nur nicht lustig ist. Worüber man da lachen soll, weiß man nicht. Da schneit eine Frau in das Schloß eines alten Weiberfeindes und bekehrt ihn. Als die Bekehrung beendet ist, gesteht sie ihm, dass sie mit seinem Neffen verheiratet ist. Sehr lustig, nicht wahr? Eigentlich ist es zum Weinen, daß den Drehbuchverfassern nichts Besseres einfällt. Am besten spielt noch Dina Gralla“.
Auch die Illustrierte Kronen-Zeitung zeigte sich nur mäßig begeistert: „Regisseur Neufeld hat nicht genug Laune und Humor aufgebracht, um diesem im Entwurf recht lustigen Film zu starker Wirkung zu verhelfen. Er wiederholt sich in seinen Einfällen und weiß kaum die charmante Dina Gralla richtig in Szene zu setzen“.